# Битолски университет
Битолският университет „Свети Климент Охридски“ е вторият по големина и престижност университет в Северна Македония. Университетът е един от четирите държавни университета в страната. Ректоратът и по-голямата част от учебните и административните подразделения на университета са разположени във втория по-гоемина град на Северна Македония — Битоля, но наред с това има подразделения също в Прилеп, Охрид, Скопие, Кичево, Велес и изнесено обучение в Струга, Велес, Битоля, Прилеп, Кичево.
Битолският университет е основан в Битоля на 25 април 1979 г. На 8 декември 1994 година получава името на един от най-големите средновековни просветители на България — Свети Климент Охридски. Така той става вторият университет в света носещ името на Свети Климент Охридски, след Софийския университет.

## Образователна структура
Към 2008 г. Битолският университет има: 9 факултета, едно висше училище; три научноизследователски института; университетска библиотека „Св. Климент Охридски“ и Студентски дом „Кочо Рацин“.

### Факултети
- Технически факултет – Битоля;
- Икономически факултет – Прилеп;
- Факултет по туризъм – Охрид;
- Педагогически факултет – Битоля;
- Факултет по биотехнически науки – Битоля;
- Факултет по администрация и мениджмънт на информационни системи – Битоля;
- Факултет по сигурност – Скопие;
- Правен факултет – Кичево;
- Технологично-технически факултет – Велес;
- Висше медицинско училище – Битоля.

### Институти
- Институт по тютюна – Прилеп
- Хидробиоложки институт – Охрид
- Институт за старославянска култура – Прилеп

## Студенти
Към 2008 г. в учебното заведение се водят повече от 40 студентски програми и приблизително 30 за следдипломно обучение.
Ежегодно във всички 10 факултетни звена учат около 13 000 студенти.